# NASCAR Grand National Series 1963
Sezon 1963 w wyścigach NASCAR rozpoczął się 4 listopada 1962 a zakończył 3 listopada 1963. Zwyciężył po raz drugi z rzędu, Joe Weatherly, który zdobył 33398 punktów w klasyfikacji generalnej (zwyciężając zaledwie 3-krotnie).

## Kalendarz i zwycięzcy
| #  | Data            | Nazwa wyścigu              | Tor                                  |                   |                  |                 |
| 1  | 4 listopada     | Wyścig 1                   | Fairgrounds Raceway                  | Jim Paschal       | Richard Petty    | Buck Baker      |
| 2  | 11 listopada    | Wyścig 2                   | Golden Gate Speedway                 | Richard Petty     | Jim Paschal      | Joe Weatherly   |
| 3  | 22 listopada    | Turkey Day 200             | Tar Heel Speedway3                   | Jim Paschal       | Joe Weatherly    | Tommy Irwin     |
| 4  | 20 stycznia     | Riverside 500              | Riverside International Raceway      | Dan Gurney        | A.J. Foyt        | Troy Ruttman    |
| 5  | 22 stycznia     | Daytona 500 Qualifier #1   | Daytona International Speedway       | Junior Johnson    | Paul Goldsmith   | A.J. Foyt       |
| 6  | 22 stycznia     | Daytona 500 Qualifier #2   | Daytona International Speedway       | Johnny Rutherford | Rex White        | Fred Lorenzen   |
| 7  | 24 lutego       | Daytona 500                | Daytona International Speedway       | Tiny Lund         | Fred Lorenzen    | Ned Jarrett     |
| 8  | 2 marca         | Wyścig 8                   | Piedmont Interstate Fairgrounds      | Richard Petty     | Ned Jarrett      | Jim Paschal     |
| 9  | 3 marca         | Wyścig 9                   | Asheville-Weaverville Speedway       | Richard Petty     | Buck Baker       | Junior Johnson  |
| 10 | 10 marca        | Wyścig 10                  | Occoneechee Speedway                 | Junior Johnson    | Jim Paschal      | Richard Petty   |
| 11 | 17 marca        | Atlanta 500                | Atlanta Motor Speedway               | Fred Lorenzen     | Fireball Roberts | Bobby Johns     |
| 12 | 24 marca        | Hickory 250                | Hickory Motor Speedway               | Junior Johnson    | Richard Petty    | Ned Jarrett     |
| 13 | 31 marca        | Southeastern 400           | Bristol Motor Speedway               | Fireball Roberts  | Fred Lorenzen    | Junior Johnson  |
| 14 | 4 kwietnia      | Wyścig 14                  | Augusta Speedway                     | Ned Jarrett       | Richard Petty    | Curtis Crider   |
| 15 | 7 kwietnia      | Richmond 250               | Richmond International Raceway       | Joe Weatherly     | Ned Jarrett      | Rex White       |
| 16 | 13 kwietnia     | Greenville 200             | Greenville-Pickens Speedway          | Buck Baker        | Ned Jarrett      | G.C. Spencer    |
| 17 | 14 kwietnia     | South Boston 400           | South Boston Speedway                | Richard Petty     | Jim Paschal      | Ned Jarrett     |
| 18 | 15 kwietnia     | Wyścig 18                  | Bowman Gray Stadium                  | Jim Paschal       | Fred Harb        | Larry Thomas    |
| 19 | 21 kwietnia     | Virginia 500               | Martinsville Speedway                | Richard Petty     | Tiny Lund        | Darel Dieringer |
| 20 | 28 kwietnia     | Gwyn Staley 400            | North Wilkesboro Speedway            | Richard Petty     | Fred Lorenzen    | Tiny Lund       |
| 21 | 2 maja          | Columbia 200               | Columbia Speedway                    | Richard Petty     | Buck Baker       | Ned Jarrett     |
| 22 | 5 maja          | Wyścig 22                  | Tar Heel Speedway                    | Jim Paschal       | Joe Weatherly    | Ned Jarrett     |
| 23 | 11 maja         | Rebel 300                  | Darlington Raceway                   | Joe Weatherly     | Fireball Roberts | Richard Petty   |
| 24 | 18 maja         | Wyścig 24                  | Old Dominion Speedway                | Richard Petty     | Ned Jarrett      | Jim Paschal     |
| 25 | 19 maja         | Wyścig 25                  | Southside Speedway                   | Ned Jarrett       | Richard Petty    | Larry Thomas    |
| 26 | 2 czerwca       | World 600                  | Charlotte Motor Speedway             | Fred Lorenzen     | Junior Johnson   | Rex White       |
| 27 | 9 czerwca       | Wyścig 27                  | Fairgrounds Raceway                  | Richard Petty     | Junior Johnson   | Buck Baker      |
| 28 | 30 czerwca      | Dixie 400                  | Atlanta Motor Speedway               | Junior Johnson    | Fred Lorenzen    | Marvin Panch    |
| 29 | 4 lipca         | Firecracker 400            | Daytona International Speedway       | Fireball Roberts  | Fred Lorenzen    | Marvin Panch    |
| 30 | 7 lipca         | Speedorama 200             | Rambi Raceway                        | Ned Jarrett       | Buck Baker       | Joe Weatherly   |
| 31 | 10 lipca        | Wyścig 31                  | Savannah Speedway                    | Ned Jarrett       | David Pearson    | Jimmy Pardue    |
| 32 | 11 lipca        | Wyścig 32                  | Dog Track Speedway                   | Jimmy Pardue      | Ned Jarrett      | Buck Baker      |
| 33 | 13 lipca        | Wyścig 33                  | Bowman Gray Stadium                  | Glen Wood         | Ned Jarrett      | Buck Baker      |
| 34 | 14 lipca        | Wyścig 34                  | New Asheville Speedway               | Ned Jarrett       | Richard Petty    | David Pearson   |
| 35 | 19 lipca        | Wyścig 35                  | Old Bridge Stadium                   | Fireball Roberts  | Rex White        | Fred Lorenzen   |
| 36 | 21 lipca        | Wyścig 36                  | Bridgehampton Raceway                | Richard Petty     | Fred Lorenzen    | Marvin Panch    |
| 37 | 28 lipca        | Volunteer 500              | Bristol Motor Speedway               | Fred Lorenzen     | Richard Petty    | Jim Paschal     |
| 38 | 30 lipca        | Pickens 200                | Greenville-Pickens Speedway          | Richard Petty     | Ned Jarrett      | Buck Baker      |
| 39 | 4 sierpnia      | Nashville 400              | Music City Motorplex                 | Jim Paschal       | Billy Wade       | Joe Weatherly   |
| 40 | 8 sierpnia      | Sandlapper 200             | Columbia Speedway                    | Richard Petty     | David Pearson    | Bobby Isaac     |
| 41 | 11 sierpnia     | Western North Carolina 500 | Asheville-Weaverville Speedway       | Fred Lorenzen     | Richard Petty    | Jim Paschal     |
| 42 | 14 sierpnia     | Wyścig 42                  | Piedmont Interstate Fairgrounds      | Ned Jarrett       | Richard Petty    | Buck Baker      |
| 43 | 16 sierpnia     | International 200          | Bowman Gray Stadium                  | Junior Johnson    | Richard Petty    | Glen Wood       |
| 44 | 18 sierpnia     | Mountaineer 300            | West Virginia International Speedway | Fred Lorenzen     | Joe Weatherly    | Jim Paschal     |
| 45 | 2 września      | Southern 500               | Darlington Raceway                   | Fireball Roberts  | Marvin Panch     | Fred Lorenzen   |
| 46 | 6 września      | Buddy Shuman 250           | Hickory Motor Speedway               | Junior Johnson    | G.C. Spencer     | Bob Welborn     |
| 47 | 8 września      | Capital City 300           | Richmond International Raceway       | Ned Jarrett       | Rex White        | Larry Frank     |
| 48 | 19 września     | Wilkes 250                 | North Wilkesboro Speedway            | Marvin Panch      | Fred Lorenzen    | Nelson Stacy    |
| 49 | 22 września     | Old Dominion 500           | Martinsville Speedway                | Fred Lorenzen     | Marvin Panch     | Joe Weatherly   |
| 50 | 24 września     | Wyścig 49                  | Dog Track Speedway                   | Ned Jarrett       | Joe Weatherly    | David Pearson   |
| 51 | 5 października  | Wyścig 51                  | Tar Heel Speedway                    | Richard Petty     | Joe Weatherly    | Bob Welborn     |
| 52 | 13 października | National 400               | Charlotte Motor Speedway             | Junior Johnson    | Fred Lorenzen    | Marvin Panch    |
| 53 | 20 października | South Boston 400           | South Boston Speedway                | Richard Petty     | David Pearson    | Joe Weatherly   |
| 54 | 27 października | Wyścig 54                  | Occoneechee Speedway                 | Joe Weatherly     | Bob Welborn      | Doug Cooper     |
| 55 | 3 listopada     | Golden State 400           | Riverside International Raceway      | Darel Dieringer   | Dave MacDonald   | Marvin Panch    |

## Klasyfikacja końcowa – najlepsza 10
| Poz. | Kierowca         | Pkt   |
| ---- | ---------------- | ----- |
| 1    | Joe Weatherly    | 33398 |
| 2    | Richard Petty    | 31170 |
| 3    | Fred Lorenzen    | 29684 |
| 4    | Ned Jarrett      | 27214 |
| 5    | Fireball Roberts | 22642 |
| 6    | Jimmy Pardue     | 22228 |
| 7    | Darel Dieringer  | 21418 |
| 8    | David Pearson    | 21156 |
| 9    | Rex White        | 20976 |
| 10   | Tiny Lund        | 19624 |